# Cloture

Dòng tít trên tờ The Philadelphia Inquirer ngày 16 tháng 11 năm 1919, đưa tin về lần sử dụng biện pháp cloture đầu tiên của Thượng viện Hoa Kỳ.

Cloture (UK: US: /ˈkloʊtʃər/, cách khác UK: /ˈkloʊtjʊər/), closure (n.đ. 'khép lại') hay tên không chính thức là guillotine, là một kiến nghị hoặc quy trình trong thủ tục quốc hội nhằm mục đích kết thúc tranh luận một cách nhanh chóng. Thủ tục này bắt nguồn từ Hạ viện Pháp; tên của thủ tục bắt nguồn từ đó. Clôture trong tiếng Pháp có nghĩa là "hành động chấm dứt điều gì đó". Nó đã được William Ewart Gladstone đưa vào Nghị viện Vương quốc Anh để tìm cách vượt qua chủ nghĩa cản trở của Đảng Nghị viện Ireland và trở thành một thủ tục vĩnh viễn vào năm 1887. Sau đó, nó đã được Thượng viện Hoa Kỳ và các cơ quan lập pháp khác làm theo. Tên cloture vẫn được sử dụng ở Hoa Kỳ; ở các nước thuộc Khối thịnh vượng chung, nó thường mang tên closure hoặc tên không chính thức là guillotine (máy chém); ở Vương quốc Anh, closure và guillotine là những kiến nghị khác nhau.

## Hoa Kỳ

### Lịch sử
Vào ngày 8 tháng 3 năm 1917, trong Chiến tranh thế giới thứ nhất, một quy tắc cho phép sử dụng cloture để chấm dứt tranh luận đã được Thượng viện thông qua bởi một cuộc bỏ phiếu điểm danh với tỷ số 76–3 do Tổng thống Woodrow Wilson thúc đẩy, sau khi một nhóm 12 các thượng nghị sĩ chống chiến tranh đã tìm cách hủy bỏ một dự luật cho phép Wilson trang bị vũ khí cho các tàu buôn khi đối mặt với tàu ngầm của Đức. Cloture sẽ được viện dẫn thành công lần đầu tiên vào ngày 15 tháng 11 năm 1919, trong Khóa 66, để chấm dứt câu giờ về vấn đề Hòa ước Versailles.
Ban đầu, quy định về cloture của Thượng viện yêu cầu phải có đại đa số hai-phần-ba tổng số thượng nghị sĩ "có mặt và bỏ phiếu" thì mới được coi là không có khả năng bị câu giờ. Ví dụ, nếu tất cả 100 thượng nghị sĩ bỏ phiếu cho một kiến nghị cloture chấm dứt tranh luận, thì 67 trong số phiếu đó sẽ phải ủng hộ cloture thì mới được thông qua; tuy nhiên, nếu một số thượng nghị sĩ vắng mặt và chỉ có 80 thượng nghị sĩ bỏ phiếu về một kiến nghị cloture, thì chỉ cần 54 phải bỏ phiếu ủng hộ. Tuy nhiên, rất khó để đạt được điều này. Thượng viện đã thử 11 lần trong khoảng thời gian từ năm 1927 đến năm 1962 để viện dẫn cloture nhưng lần nào cũng thất bại. Câu giờ trở nên đặc biệt nhiều do các thượng nghị sĩ Đảng Dân chủ từ các bang miền nam sử dụng để ngăn chặn luật về quyền công dân vào thời đại dân quyền.